# Sájtáristjåhkkå
Sájtáristjåhkkå är en bergstopp i Sarek i den västra delen av Pårtemassivet. Höjden uppgår till 1908 meter över havet.
Berget är ett av få i Sverige som inte kan bestigas utan teknisk klättring. Exempel på andra toppar som kräver klättermoment är  Kaskasapakte (Gaskkasbakti) i Kebnekaise och Pierikpakte i Sarek.
Sájtáris på lulesamiska är härlett från sájtte som betyder spjut. Ett exempel är sájtárisjiegŋa som betyder nålis. Sájtáristjåhkkå skulle då kunna översättas till "Spjuttoppen".

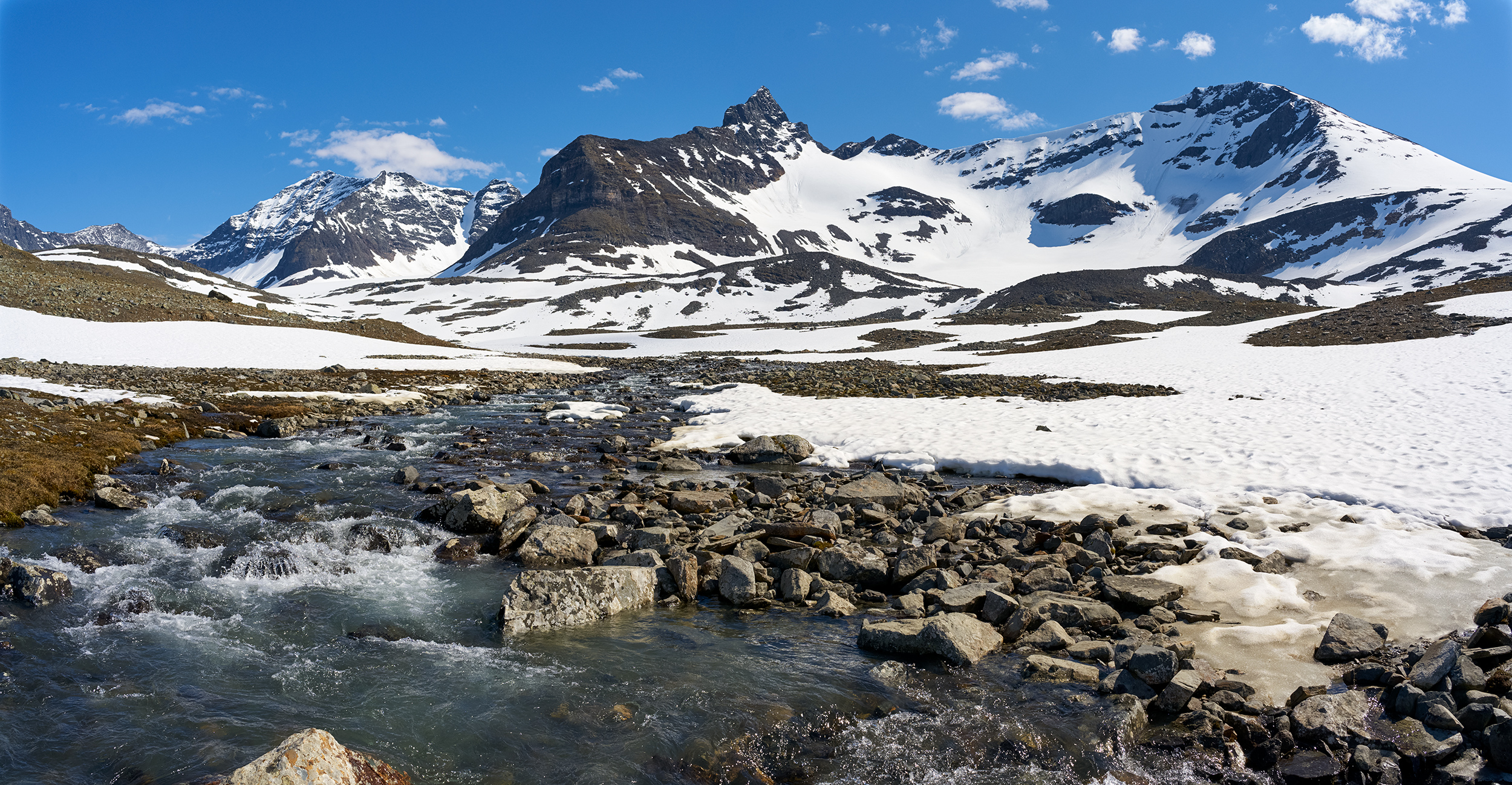
Bálgattjåhkkå, Sájtáristjåhkkå och Loametjåhkkå.
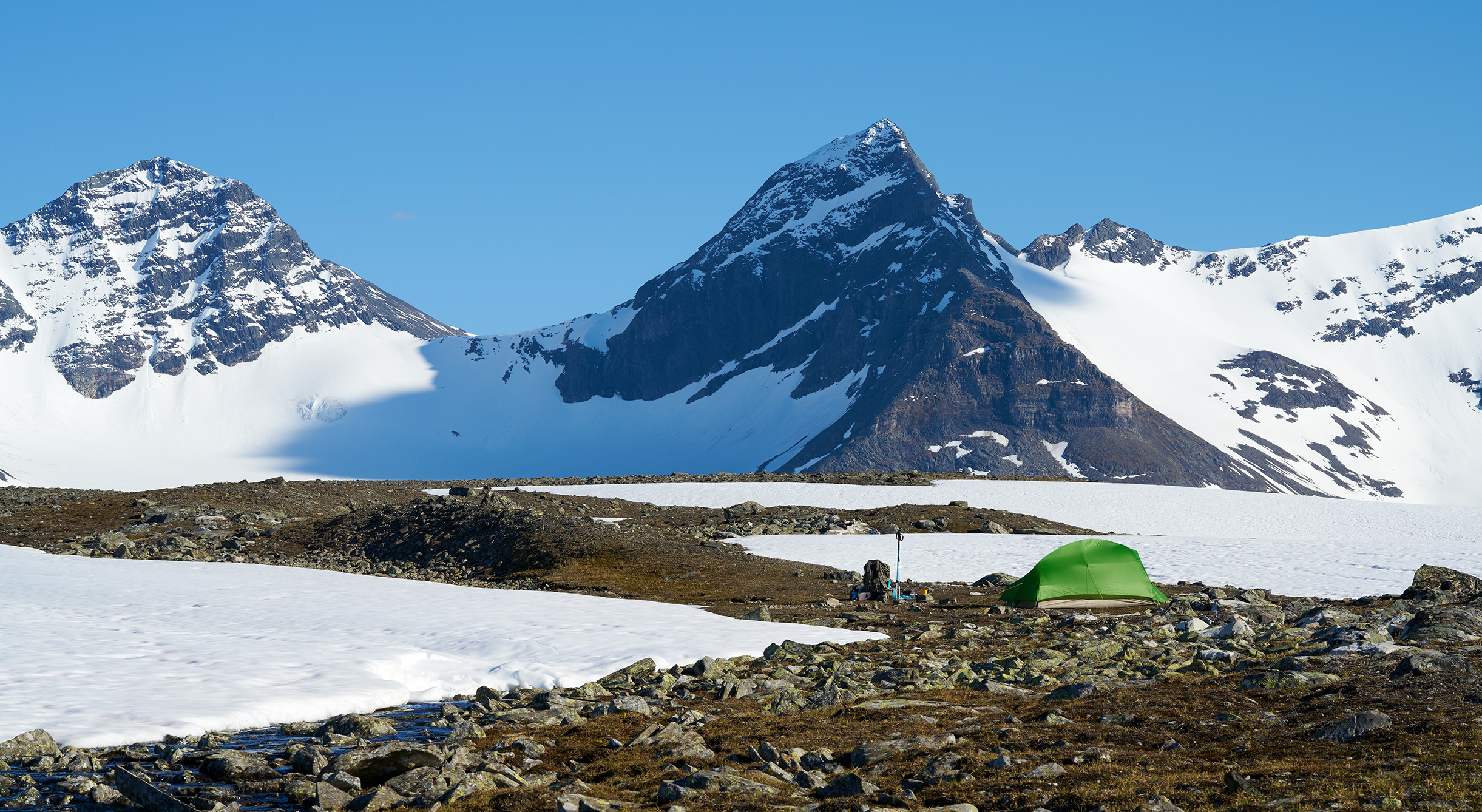
Sájtáristjåhkkå i bildens mitt och toppen 1951 till vänster